# 格利泽4053
格利泽4053是一顆位於天龍座附近的紅矮星，距離地球24.9光年。它同時也是一顆耀星。